# Teknap
TekNap è un client OpenNap a riga di comando. Non è di facile uso, e pertanto è raramente usato per la condivisione di file, ma può funzionare da bot nelle chat, e per questo è usato principalmente dai gestori dei server.
Grazie a vari script reperibili in rete oppure programmandone di propri è possibile far agire il bot come si preferisce; per esempio, facendo sì che quando in chat viene digitato !TIME il bot risponda automaticamente con l'ora esatta, oppure per apportare un ulteriore esempio, è possibile utilizzare uno script per gestire un trivia (noto gioco a domande e risposte) o addirittura per giocare a poker in chat.
Di particolare rilevanza è la guida rapida presente all'interno del TekNap, guida che include tutti i comandi necessari per gestire e programmare un bot. 
Da notare anche che sarebbe possibile (anche se impresa un po' ardua) utilizzare il programma come un qualsiasi altro client di filesharing.